# کارل انپالو
کارل انپالو (استونیایی: Kaarel Eenpalu; زاده ۲۸ مهٔ ۱۸۸۸ – درگذشته ۲۷ ژانویهٔ ۱۹۴۲) سیاستمدار و روزنامه‌نگار اهل استونی بود. وی تا سال ۱۹۳۵ با نام کارل آگوست اینبوند (Karl August Einbund) شناخته می‌شد.
وی از سال ۱۹۲۶ تا ۱۹۳۲ و از سال ۱۹۳۳ تا ۱۹۳۴ سخنگو مجلس استونی و از سال ۱۹۳۸ تا ۱۹۳۹ نخست‌وزیر استونی بوده‌است.